# Gelis glacialis
Gelis glacialis är en stekelart som först beskrevs av Holmgren 1869.  Gelis glacialis ingår i släktet Gelis och familjen brokparasitsteklar. Arten är reproducerande i Sverige. Inga underarter finns listade i Catalogue of Life.